# Hać (Ukraina)
Hać (ukr. Гать) – wieś położona na Ukrainie, w rejonie łuckim, w obwodzie wołyńskim, w 2001 r. liczyła 272 mieszkańców.